# ملفين واين
ملفين واين (بالإنجليزية: Melvin Wine)‏ هو عازف كمان ‏ أمريكي، ولد في 20 أبريل 1909 في بورنسفيل في الولايات المتحدة، وتوفي في 16 مارس 2003 بسبب سكتة.

## وصلات خارجية
- ملفين واين على موقع ميوزك برينز (الإنجليزية)
- ملفين واين على موقع أول ميوزيك (الإنجليزية)
- ملفين واين على موقع ديسكوغز (الإنجليزية)